# Quatuor à cordes no 1 de Bartók
Pour les articles homonymes, voir Quatuor à cordes no 1.

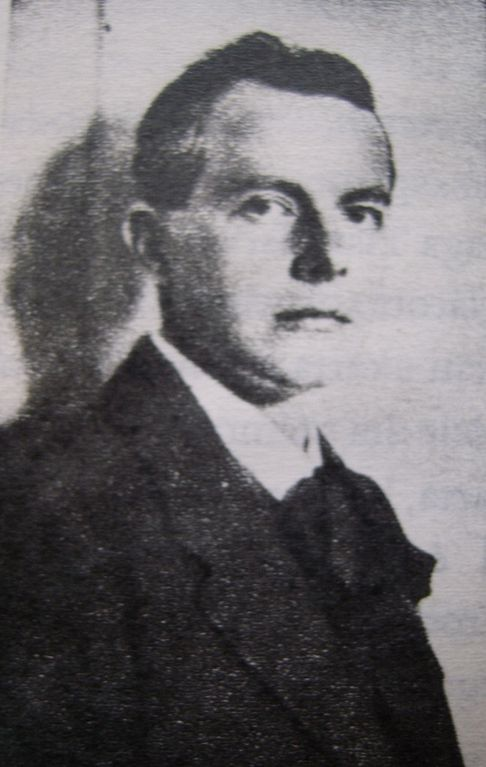
Béla Bartók

Le Quatuor à cordes no 1 en la mineur, op. 7, Sz. 40, BB 52, est le premier quatuor à cordes du compositeur hongrois Béla Bartók, composé entre 1907 et 1909.

## Contexte
Le quatuor est composé à Budapest entre 1907 et 1909 (la partition est datée du 27 janvier de cette année). Béla Bartók est professeur à l'académie royale de musique de Budapest. Il s'intéresse à la musique folklorique des Slovènes et des Roumains, mais aussi, sur les conseils de Zoltán Kodály, à la musique occidentale contemporaine, notamment aux créations de Claude Debussy. On peut déceler dans ce premier quatuor l'influence de Claude Debussy et de Ludwig van Beethoven. 
L'œuvre est au moins en partie inspirée par l'amour non partagé de Bartók pour la violoniste Stefi Geyer et reflète son questionnement et son drame intérieur, tant sentimental que religieux,. Dans une lettre qu'il lui  adresse, il qualifie le premier mouvement de portrait idéalisé et le second de portrait vivant.  Les premières notes du premier mouvement reprennent un motif apparu pour la première fois dans son Concerto pour violon n° 1 écrit entre le 1er juillet 1907 et le 5 février 1908, une œuvre dédiée à Geyer, qui n'a pas été jouée ni publiée du vivant de la violoniste. L'écriture intense de ce mouvement est souvent comparée au Quatuor à cordes n° 14, opus 131, de Ludwig van Beethoven, dont le premier mouvement est une fugue lente.
Les deux mouvements suivants sont progressivement plus rapides, et l'humeur de l'œuvre s'éclaircit considérablement, pour se terminer de manière assez heureuse. Le troisième mouvement est généralement considéré comme le plus typique du style de la maturité de Bartók.
Il est créé le 19 mars 1910 par le quatuor Waldbauer-Kerpely, deux jours après que Bartók eut joué du piano avec eux lors d'un concert consacré à la musique de Zoltán Kodály. Sa première édition hongroise est publiée un an plus tard.

## Structure
L'œuvre se compose de trois mouvements :
1. Lento
2. Allegretto
3. Introduzione : allegro - Allegro vivaceSon exécution demande environ une demi-heure.

## Enregistrements
- Quatuor Pro Arte Bartok, Quatuor No 1 1935, Victor Album DM 286 (95729 - 95736) enregistré le 31 octobre et 2 novembre 1934. Premier enregistrement de l'œuvre en disque 78 tours[6].